# Oscar Egg
Oscar Egg (Schlatt, 2 marzo 1890 – Nizza, 9 febbraio 1961) è stato un ciclista su strada e pistard svizzero, professionista tra il 1911 ed il 1926, tre volte recordman dell'ora.

## Carriera
Corse per la Griffon, la Peugeot e la Bianchi. Fu atleta eclettico, capace di distinguersi sia su strada che su pista. Stabilì tre volte il record dell'ora, nel 1912 (42,36 km), nel 1913 (43,525 km) e nel 1914 (44,247 km), primato che fu superato solo nel 1933 dall'olandese Jan Van Hout.
Fu campione svizzero di velocità su pista nel 1914 e nel 1926; nel 1914 vinse anche il titolo su strada. Stabilì numerosi record mondiali su pista, su distanze comprese tra 500 m e 100 km, nonché sulle 24 ore nel mezzofondo. Si impose in numerose sei giorni tra il 1915 ed il 1924. Le principali vittorie su strada comprendono la Parigi-Tours del 1914, due tappe al Tour de France 1914 ed una tappa al Giro d'Italia 1919.

## Palmarès

### Strada
- 1914 (Peugeot, quattro vittorie)

Campionati svizzeri, Prova in linea
Parigi-Tours
4ª tappa Tour de France (Brest > La Rochelle)
5ª tappa Tour de France (La Rochelle > Bayonne)
- 1917 (Bianchi, due vittorie)

Milano-Torino
Milano-Modena
- 1919 (Bianchi, due vittorie)

3ª tappa Giro d'Italia (Trieste > Ferrara)
1ª tappa Circuit des Champs de Bataille (Strasburgo > Lussemburgo)

### Pista
- 1913

Bol d'Or de Jupille (con Charles Deruyter)
- 1914

Campionati svizzeri, Velocità
Sei giorni di Chicago
- 1915

Sei giorni di Chicago (con Pietro Verri)
- 1916

Sei giorni di New York (con Marcel Dupuy)
- 1921

Sei giorni di New York (con Piet Van Kempen)
Sei giorni di Parigi (con Georges Seres)
- 1922

Sei giorni di Gand (con Marcel Buysse)
- 1923

Sei giorni di Chicago (con Maurice Brocco)
Sei giorni di Parigi (con Piet Van Kempen)
- 1924

Bol d'Or
Sei giorni di Chicago (con Alfred Grenda)
- 1926

Campionati svizzeri, Velocità

### Altri successi
- 1912

Record dell'ora (Parigi, 42,36 km/h)
- 1913

Record dell'ora (Parigi, 43,525 km/h)
- 1914

Record dell'ora (44,247 km/h)
Record del Mondo del Kilometro lanciato

## Piazzamenti

### Grandi Giri
- Giro d'Italia

1919: ritirato
- Tour de France

1912: ritirato (6ª tappa)
1914: 13º

### Classiche monumento
- Milano-Sanremo

1912: 22º
- Parigi-Roubaix

1914: 4º